# 크리스 혼드로스
크리스 혼드로스(영어: Chris Hondros, 1970년 3월 14일 ~ 2011년 4월 20일)는 퓰리처상 후보에 오른 미국의 종군 기자이다.

## 젊은 시절 및 교육
크리스 혼드로스는 1970년 3월 14일 미국 뉴욕에서 태어났다. 그의 부모는 세계 2차대전 후 그리스와 독일에서 망명 온 어린 난민이었다. 그는 1988년에 테리 샌포드 고등학교를 졸업했으며 대부분의 어린 시절을 노스캐롤라이나의 페이엇빌에서 보냈다. 혼드로스는 노스캐롤라이나 주립 대학교에서 영문학을 공부했으며, 캠퍼스 신문인《테크니션》에서 일을 하기도 했다. 1991년 혼드로스는 포트폴리오를 제출하고 에디 애덤스 워크숍에 초청을 받았다. 1993년 대학교 졸업 후 혼드로스는 오하이오주의 애선스로 이사해 오하이오 대학교의 비주얼커뮤니케이션 스쿨에서 석사학위를 받았다.

## 경력
그는 오하이오의《트로이 데일리 뉴스》에서 인턴으로 근무하기 시작해 나중에는 수석 포토그래퍼가 되었다. 1996년 페이엇빌로 돌아가기 전까지 노스캐롤라이나의 일간신문인《The Fayetteville Observer》에서 일을 했다. 2000년 그의 아버지가 암으로 돌아가시기 전까지 그곳에서 아버지와 함께 시간을 보냈다.1998년, 그는 국제적인 보도에 집중하기 위해《The Fayetteville Observer》를 그만두고 뉴욕으로 돌아갔다. 뉴욕에서 1990년대 말까지 코소보, 앙골라, 시에라리온, 아프가니스탄, 카슈미르, 요르단강 서안 지구, 이라크, 라이베리아를 비롯한 세계의 주요 분쟁지역에서 일을 했다. 혼드로스는 1999년에 미국 국제개발청(USAID)에서 보도사진 연구 장학금을 수여받았으며, 2001년에는 존스 홉킨스 대학교를 통해 국제 보도 Pew Fellowship으로 선출되었다.
9·11 테러 이후에,  그는 국제적인 사진 에이전시인 뉴욕의 게티이미지의 사진 기자로서 세계의 전쟁지역을 취재하기 시작했다. 2003년에 혼드로스는 제2차 라이베리아 내전을 취재하기 위해 라이베리아로 떠났으며, 그곳에서 촬영한 조지프 듀오의 이미지가 세계적인 출판물의 표지를 장식하는 영광을 얻었다. 2005년 라이베리아의 선거를 취재하기 위해 다시 그곳으로 돌아갔을 때, 혼드로스는 자신이 마지막으로 방문한 이후부터 현재까지의 라이베리아의 민주화 진전을 논의하기 위해 듀오를 다시 만났다. 혼드로스는 오로지 전쟁에만 집중하지 않았다. 그는 도시 주변이나 나라의 일상적인 모습들을 자주 촬영하기도 했으며, 2010년 아이티 지진이나 2005년 허리케인 카트리나와 같은 자연재해 현장에도 참여했다. 2004년에는 미 상원 의원인 존 케리의 대통령 선거 캠페인에 참여했다. 2008년 미국 대통령 선거에서 혼드로스는 알래스카 주지사이자 부통령 후보였던 세라 페일린을 촬영했다.
그의 사진들은《뉴스위크》,《이코노미스트》와 같은 잡지의 표지 사진으로 실렸으며,《뉴욕타임스》,《워싱턴포스트》,《로스엔젤레스 타임즈》신문의 1면을 장식했다. 또한 그의 사진들은 2006년 개봉된 다큐멘터리 영화《Liberia: A Fragile Peace》에서도 선을 보였다.

## 이라크 사진들
혼드로스의 이라크 사진들 중, 특히 2005년 1월에 촬영한 이라크 가족사진 시리즈는 각종 매체에 널리 공개되어 전 세계적인 찬사와 비평을 받았다. 사진 속의 이라크 가족은 미군에 의해 총격을 입었으며 혼드로스는 그 상황을 자세하게 포착해냈다.
2005년 1월 18일, 이라크 가족은 여행을 하고 있던 도중 탈아파르에 위치한 미국 검문소에 정지하는데 실패했다. 이에 미군은 자살 폭탄 테러 차량으로 의심해 공격을 시작했고, 그 결과 부모 모두 사망했으며 뒷좌석에 앉아있던 5명의 아이들 중 1명이 총에 맞아 마비가 되는 부상을 당했다. 이에 혼드로스의 사진이 세계적 관심을 받게 되었고, 부상을 입은 소년인 라칸 하산은 나중에 미국으로 옮겨져 보스턴 병원에서 치료를 받았다. 하지만 수개월간의 재활 치료 후 하산이 다시 이라크로 돌아간지 얼마 되지 않아 그는 이라크 모술의 집에서 무장세력에 의한 폭탄 공격으로 사망했다.
혼드로스는 24개의 국제 시상식에서 보도 사진으로 상을 받았다.
혼드로스의 인터뷰 중에서:
내가 사진을 찍을 때 군인들은 나를 막아서거나 그만 찍게 하지 않았으며, 인간적인 반응 같은 것들이 없었다. 대부분의 이라크에 주둔한 군인은 이 같은 사건들에 관여되어 왔다는 것을 말하고 싶다. 그들에겐 세상이 끝나는 것과 같은 큰일은 아니지만 그들의 태도는 단호했다. "이라크인이 멈추기를 바라며 우리는 경고 사격을 했지만 그들이 왜 멈추지 않았는지 모르겠다. …너 나중에 뭐 할래? 닌텐도 가지고 놀래? 좋아" 이와 같은 일들은 그들에게 아주 일상적이며 대부분의 사람들이 미군에 의해 이런 상황에 처하는 일이 자주 발생한다.

## 죽음
2011년 4월 20일 보도에 따르면, 혼드로스는 2011년 리비아 내전을 취재하던 도중 미스라타의 서부 최전방에서 카다피 정부군이 쏜 박격포에 맞아 치명상을 입고 사망했다. 《뉴욕타임스》는 혼드로스가 심각한 뇌 손상을 입어 사망했다고 밝혔다. 종군 사진기자인 팀 헤더링톤 역시 이 공격으로 사망했으며 영국 사진통신 파노스 소속의 가이 마틴과 마이클 크리스토퍼 브라운이 유산탄 파편에 다쳐 치료를 받았다. 가이 마틴은 촬영 그룹이 반군과 함께 이동을 했다고 말했다. 게티이미지는 혼드로스의 사망 사실을 확인했다.